# Kindlasberg
Kindlasberg war ein Gemeindeteil der ehemaligen Gemeinde Agendorf im niederbayerischen Landkreis Bogen.
Auf der Fläche eines früheren Einödhofs wurde in der zweiten Hälfte des zwanzigsten Jahrhunderts dort die Standortmunitionsniederlage 661/4 Steinach-Agendorf der Graf-Aswin-Kaserne errichtet, die am 30. September 2001 aufgelöst wurde. Heute ist die Fläche wieder in Privatbesitz. Kindlasberg wurde als Gemeindeteil aufgehoben, die Ortsbezeichnung wird nicht mehr geführt und der Wohnplatz Agendorf zugerechnet.

## Frühere Namenschreibweisen
Chuenleinperg ist der historische Name zu Anfang des 14. Jahrhunderts, als der Ort zum umfangreichen Grundbesitz des Domkapitel Augsburg beim judicum Straubing gehört. In einer Rechnung des Kastenamts Straubing von 1504 wird der Ort Kindlsperg geschrieben. In der Matrikel von 1813 und bei Eisenmann (1831) wird die Schreibweise Kindelsberg verwendet.

## Einwohnerentwicklung
- 1831: 0.19 Einwohner, 2 Häuser[3]
- 1838: 0.15 Einwohner, 2 Häuser[4]
- 1860: 0.07 Einwohner, 1 Haus[5]
- 1861: 0.08 Einwohner[6]
- 1871: 0.09 Einwohner[7]
- 1875: 0.07 Einwohner[8]
- 1885: 0.07 Einwohner, 2 Wohngebäude[9]
- 1900: 0.07 Einwohner, 2 Wohngebäude[10]
- 1913: 0.06 Einwohner, 1 Haus[11]
- 1925: 0.10 Einwohner[12]
- 1950: 0.06 Einwohner[13]
- 1961: 0.00 Einwohner[14]
- 1970: 0.00 Einwohner[15]